# عبد الله أبو زيتون
عبد الله أبو زيتون لاعب كرة قدم أردني، يلعب حالياً لنادي معان الأردني، وهو أيضاً لاعب في المنتخب الأردني. ولد أبو زيتون في 17-9-1991م، في إربد.
يلعب أبو زيتون مع ناديه في مركز الوسط ويحمل الرقم (7). ويعتبر أبو زيتون من اللاعبين الذين يمتلكون مهارات فنية عالية. 

## المسيرة الرياضية

### المسيرة المحلية
لعب عبد الله ابو زيتون لعدة أندية أردنية وهي: نادي الحسين في إربد لمواسم 2010 إلي 2017م، ونادي شباب الحسين، والذي أعير له من نادي الحسين موسم 2013م ، ونادي الرمثا لمواسم 2017 إلي 2019م، ونادي ذات رأس لموسم 2019/20، ونادي معان الأردني الذي يعلب له أبو زينون حالياً بداية من 2020م.

### المسيرة الوطنية
لعب عبدالله أبو زيتون مع منتخب الاردن للشباب تحت 19عامًا في 2009-2010م، ولعب ايضًا مع المنتخب الأردني للشباب تحت (23) عامًا في عام 2012م، ولعب مع المنتخب الأردني الأول عام 2014م.